# Liste von Bibliotheken in Russland
Hier erfolgt eine Auflistung von Bibliotheken in Russland.

## Organisation
Bedeutende Organisation ist die Russian Library Association (RBA).

## Bibliotheken nach Städten
- Jekaterinburg: 
  - Regionale Universelle Bibliothek W. G. Belinski Swerdlowsk

- Kaliningrad
  - Wallenrodtsche Bibliothek

- Moskau
  - Russische Staatsbibliothek
  - Bibliothek für ukrainische Literatur
  - Bibliothek der Pädagogischen Staatlichen Universität Moskau
  - Wissenschaftliche Pädagogische Zentralbibliothek K. D. Uschinski der Russischen Akademie für Bildung

- Sankt Petersburg
  - Saltykow-Schtschedrin-Bibliothek
  - Bibliothek der Russischen Akademie der Wissenschaften
  - Präsidentenbibliothek Boris Jelzin
  - Russische Nationalbibliothek
  - Bibliothek Voltaires

## Nationalbibliothek Russlands
Einige Bereiche
- Moskau: Russische Staatsbibliothek
- Sankt Petersburg: Präsidentenbibliothek Boris Jelzin
- Bibliothek Voltaires

## Digitale und virtuelle Bibliotheken
- Fundamentale elektronische Bibliothek „Russische Literatur und Folklore“
- Internet-Bibliothek Alexei Komarow
- Lib.ru
- Nauka prawa
- RVB.ru

## Ehemalige  Bibliotheken
- Bibliothek Iwans des Schrecklichen
- Stadtbibliothek Königsberg
- Staats- und Universitätsbibliothek Königsberg